# Zielart

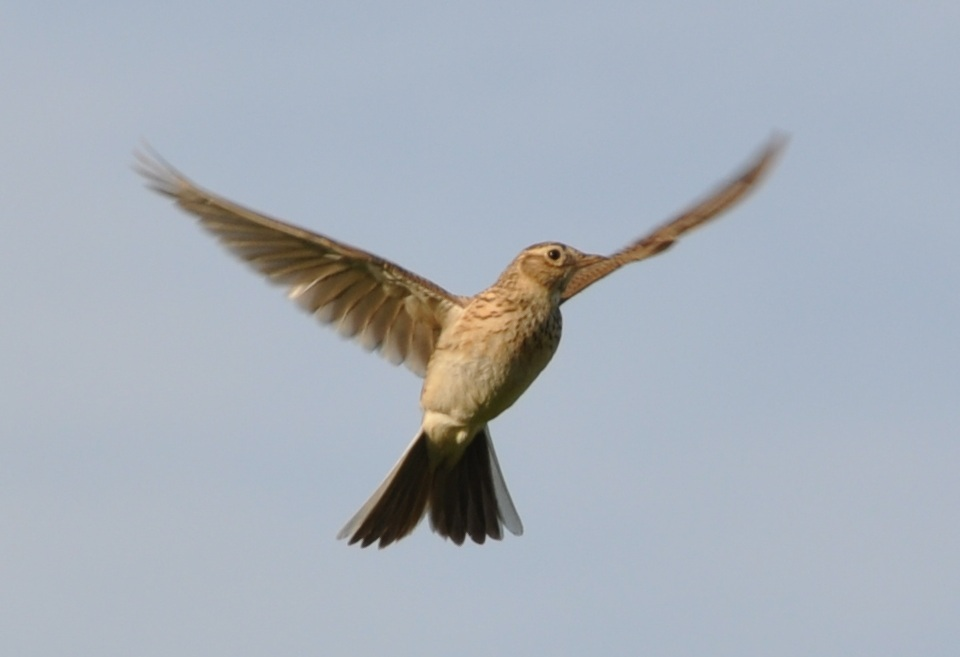
Fliegende Feldlerche, eine der Zielarten im Offenland des Lausitzer Seenlandes

Eine Zielart ist eine Pflanzen- oder Tierart, welche bei planerischen Vorhaben der Landschaftsplanung das Ziel einer Schutz-, Pflege- oder Entwicklungsmaßnahme darstellen kann. Die Maßnahmen werden dabei auf die Ansprüche der Art in Bezug auf Lebensraum und Lebensbedingungen ausgerichtet, um deren Entwicklung zu fördern und die Art zu erhalten.
Zu den Kriterien gehört, dass die Art eine besondere Bedeutung für das Planungsgebiet haben muss und in diesem auch in der Vergangenheit nachgewiesen wurde. Es handelt sich zudem um Schlüsselarten, welche eine starke Abhängigkeit in den vorherrschenden ökologischen Zusammenhängen aufweist.
Die Zielart muss auf der Roten Liste gefährdeter Tier- und Pflanzenarten mindestens in der Gruppe der gefährdeten Arten eingestuft sein, dabei ist die Ursache der Gefährdung bekannt. Die in Frage kommenden Schutzmaßnahmen sollten auch andere Arten fördern. Des Weiteren sollten nur diejenigen Arten ausgewählt werden, deren Ansprüche an den Lebensraum hinreichend bekannt sind und deren Vorkommen einfach nachzuweisen sind.
Anhand der Bestimmung und der Beobachtung einer Zielart kann beispielsweise die Wirksamkeit von ökologischen Ausgleichsmaßnahmen innerhalb eines Lebensraumes überprüft werden.